# Krásnoye (Adiguesia)
Krásnoye (del ruso: Красное) es un pueblo (selo) del raión de Teuchezh en la república de Adiguesia de Rusia. Está situado a orillas del río Marta, 6 km al este de Ponezhukái y 59 km al noroeste de Maikop, la capital de la república. Tenía 299 habitantes en 2010
Pertenece al municipio Asokolaiskoye.